# Belyaka, Doğanyurt
Belyaka là một xã thuộc huyện Doğanyurt, tỉnh Kastamonu, Thổ Nhĩ Kỳ. Dân số thời điểm năm 2008 là 140 người.